# Абецедар
Абецедар е буквар, който е публикуван за първи път в Атина, Гърция през 1925 г. Представлява неуспешен опит за кодификация на някои от местните български наречия в Гърция. Използван е от Гърция като доказателство за изпълняването на международни задължения към славяноговорещото малцинство, книгата става обект на спорове с България и Сърбия. Причината е, че е напечатана на латиница, а не на кирилица, която е използвана от славянските езици в южните части на Балканите. През 1926 година Абецедар е преиздаден в Солун на кирилица, конкретно с българската азбука.

## Първо публикуване и спорове
След Букурещкия договор от 1913 г. Егейският дял на историческата област Македония е присъединена към Кралство Гърция. Според официалните гръцки източници по това време там се населяват 10% българско (славянско) малцинство, докато според редица български и чуждестранни източници малцинството е значително по-голямо. Този регион съдържа също и 10% от общото население на гръцката държава. Според Севърския договор от 1920 Гърция отваря училища за деца от малцинствата. През септември 1924 г. е подписана т. нар. Спогодба Калфов – Политис, с която Гърция се съгласява официално да признае македонските славяни за българи. Гръцкият парламент обаче отхвърля ратифицирането на протокола поради възраженията от Сърбия, която разглежда славяноговорещото население в района като сръбско, а и от страна на гърците, които смятат славяноговорещите повече като славянизирани гърци, отколкото като етнически славяни.
Впоследствие гръцкото правителство публикува учебник „Абецедар“ през май 1925 г., описван от съвременни гръцки автори като буквар за „децата на славяноговорещите в Гърция... напечатана на латиница и съставена на македонски диалект“. Книгата излиза под нареждането на Департамента за обучение на говорещите чужди езици към Гръцкото министерство на образованието. Отпечатана е в печатница „П. Д. Сакелариу“ (Π. Δ. Σακελλαρίου). Книгата е предоставена от гръцкото правителство на Обществото на народите, за да подкрепи твърденията си, че изпълнява задълженията си към славяноговорещото малцинство.
Публикацията на книгата предизвиква дискусии в гръцка Македония, България и Сърбия. Българите и сърбите протестират, че книгата е написана на латиница, въпреки че както българският, така и сръбският език използват главно кирилица. Българският представител в Обществото на народите критикува книгата като „неразбираема“. Макар някои книги да достигат до селата в гръцка Македония, те никога не са използвани в училищата. В едно село заплахи от местната полиция карат населението да изхвърли копията си в езерото. През януари 1926 година в региона на Лерин има интензивни протести от гърци и прогръцки настроени славяноговорещи срещу публикацията на буквара и те изискват правителството да смени политиката си към образованието на малцинствата.
Първият научен преглед на Абецедар е направен от професор Любомир Милетич през 1925 година, който разглежда тази книга като опит да създаде нова латинска азбука за българите в гръцка Македония.